# Гербштет
Гербштет (њем. Gerbstedt) град је у њемачкој савезној држави Саксонија-Анхалт. Једно је од 22 општинска средишта округа Мансфелд-Сидхарц. Према процјени из 2010. у граду је живјело 8.176 становника. Посједује регионалну шифру (AGS) 15087165.

## Географски и демографски подаци
Гербштет се налази у савезној држави Саксонија-Анхалт у округу Мансфелд-Сидхарц. Град се налази на надморској висини од 155 метара. Површина општине износи 102,3 km². У самом граду је, према процјени из 2010. године, живјело 8.176 становника. Просјечна густина становништва износи 80 становника/km².